# Верхний Бугрыш
Верхний Бугрыш — деревня в Сарапульском районе Удмуртии России. Входит в состав Уральского сельского поселения.

## География
Расположен в юго-восточной части республики. Стоит по берегу речки Большая Сарапулка.

## Население
| 2010 | 2012 |
| ---- | ---- |
| 31   | ↗34  |

Национальный состав
Согласно результатам переписи 2002 года, в национальной структуре населения русские составляли 93% из 14 человек.

## Известные жители
В Верхнем Бугрыше родился Пивоваров, Евгений Николаевич (1927—1981), передовик советского железнодорожного транспорта, старший дорожный мастер Сарапульской дистанции пути Казанской железной дороги, Удмуртская АССР, Герой Социалистического Труда (1959).

## Инфраструктура
Путевое хозяйство Горьковской железной дороги. Действует остановочный пункт 1117 км.

## Транспорт
Автомобильный и железнодорожный транспорт.